# Raffaele Marciello
Raffaele Marciello (Zürich, Svájc, 1994. december 17. –) olasz autóversenyző, Korábban a Scuderia Ferrari tehetségkutató programjának a tagja volt.
2015-ben a Sauber Motorsport tesztpilótája volt Formula–1-ben. A 2013-as Formula–3 Európa-bajnokság és a 2018-as Blancpain GT-kupa bajnoka.

## Pályafutása

### Gokart
Marciello 1994. december 17-én született Zürichben, Svájcban és olasz-svájci kettős állampolgár. 2005-ben kezdett el gokartozni és kisebb-nagyobb európai sorozatokban indult. 2010-ben felléphetett a már profi szintnek mondható KF2-es kategóriába.

### Formula Abarth
Még 2010-ben váltott együléses formulaautókra, az újonnan indult olasz Formula Abarth szériában a JD Motorsporttal. A nyitóversenyt Misanóban rögtön megnyerte, ezenkívül még Varanóban is diadalmaskodott, emellett további két dobogós helyezést gyűjtött, amiknek köszönhetően az összetett tabella 3. helyén zárt. Később ő és a bajnok, Brandon Maïsano a Scuderia Ferrari versenyzői akadémia tagjai lettek.

### Formula–3
2011-ben feljutott az olasz Formula–3-as bajnokságba, ahová az egyik legjelentősebb olasz utánpótlás gárda, a Prema Powerteam igazolta le. Két győzelmet és négy dobogós helyezést tudhatott magáénak és harmadikként zárta az évet és az újonc kiírásban a 2. lett az amerikai Michael Lewis mögött, amely címért az utolsó futamokig versenyben állt.
Egy évvel később folytatta együttműködését a Premával és felkerült a Formula–3 Euroseries-be és az újjáélesztett Formula–3 Európa-bajnokságba. Utóbbiban hét győzelemmel és kilenc pódiummal összetett 2., míg az Euroseries-ben hat győzelemmel és tíz dobogóval lett 3. Mindkét bajnokságban több győzelmet aratott, mint bármely másik társa.
2013-ra abszolút favorittá vált, melynek jó alapot nyújtott az előző évi szereplése és a szezon előtti teszteken mutatott teljesítménye.

### GP2
2013 októberében tesztelt egy GP2-es és egy WSR versenyautót Katalóniában.
2014. január 20-án a Ferrari akadémia nyilvánosságra hozta pilótai programjait és kiderült, hogy Marciello 2014-re a GP2-ben kapott ülést, viszont nem tudatták, hogy melyik istállónál. Február 18-án lett hivatalos, hogy a Racing Engineering-nél fog menni. A belgiumi Spa-ban, a főfutamon megszerezte élete első győzelmét a bajnokságban. Az utolsó szakaszon nagy csatában győzte le a hazai pályán menő Stoffel Vandoorne-t.
2015-ben a Trident-hez csatlakozott, de teljesítménye visszább esett és négy dobogóval a 7. pozícióban rangsorolták.
2016-ra a Campos-hoz távozó Mitch Evans helyét vette át a Russian Time alakulatánál. Továbbra is többször zárt a legjobb háromban, viszont győznie továbbra sem sikerült.
A 2017-es évad már, leváltva a GP2 nevet, már FIA Formula–2 bajnokság néven indult és lehetőséget kapott a Trident-től, de csak a Red Bull Ring-i fordulóban. Egyik versenyen sem sikerült pontot szereznie. Az első versenyen 19. helyen ért célba, a másodikon pedig kiállni kényszerült.

### Formula–1

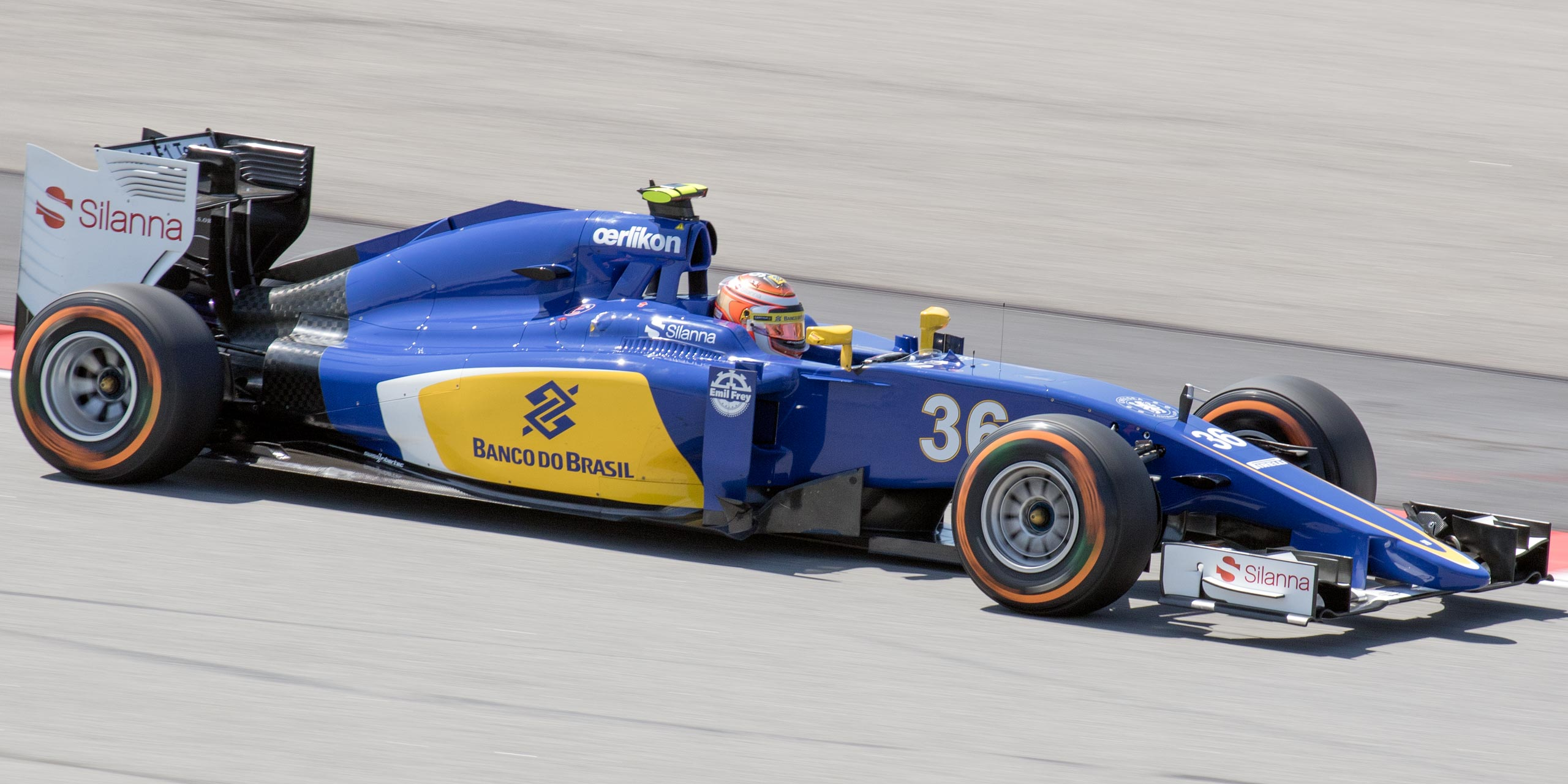
Marciello a 2015-ös maláj nagydíj első szabadedzésén

2014. november 26-án a Ferrari bejelentette, hogy Marciello lehetőséget kap a 2014-es Formula–1 abu-dzabi nagydíj utáni a fiatalok tesztjén. A teszt 2. legjobb idejét produkálta csupán fél másodperccel lemaradva Pascal Wehrlein legjobbjától aki a Mercedes F1 W05-tel érte el a csúcsidőt. 2014. december 31-én bejelentették, hogy aláírt a Sauber tesztversenyzőjeként a 2015-ös szezonra. Négy darab első szabadedzésen vezethette is a gárda versenyautóját.
2016 januárjában a csapat szerződést vele, mert személyes okokra hivatkozva nem vállalta tovább ezt a szerepkört, továbbá ezzel egyidőben önként kilépett a Ferrari versenyzői akadémiájából is.

### Sportautózás
2017-re aláírt a Blancpain GT-ben  a francia AKKA ASP Team Mercedes csapatához. 2018-ban bajnoka lett a Sprint-kupának és az összetett pontversenynek. 2019 novemberében a legendás makaói versenyen Earl Bamberrel harcolt az utolsó körben a győzelemért. 2021-ben a SunEnergy1 Racing alapítója, egyben versenyzője, Kenny Habul nevezete őt, Luca Stolzot és Mikaël Greniert maga mellé a Daytonai 24 órásra, ahol kategória másodiknak intették le őket. 2022-ben Daniel Juncadellával és Jules Gounonnal kiegészülve megnyerte a Spái 24 órás futamot is.

## Eredményei

### Karrier összefoglaló
| Év      | Bajnokság                          | Csapat                       | Verseny     | Győzelem    | Pole        | Leggyorsabb kör | Dobogó      | Pont        | Helyezés    |
| ------- | ---------------------------------- | ---------------------------- | ----------- | ----------- | ----------- | --------------- | ----------- | ----------- | ----------- |
| 2010    | Formula Abarth                     | JD Motorsport                | 13          | 2           | 0           | 2               | 4           | 91          | 3.          |
| 2011    | Olasz Formula–3-as bajnokság       | Prema Powerteam              | 14          | 2           | 1           | 2               | 6           | 123         | 3.          |
| 2011    | FIA International Formula–3 Trophy | Prema Powerteam              | 2           | 0           | 0           | 0               | 0           | —           | HN‡         |
| 2012    | Formula–3 Európa-bajnokság         | Prema Powerteam              | 20          | 7           | 4           | 6               | 9           | 228.5       | 2.          |
| 2012    | Formula–3 Euroseries               | Prema Powerteam              | 24          | 6           | 2           | 6               | 4           | 219.5       | 3.          |
| 2012    | Masters of Formula–3               | Prema Powerteam              | 1           | 0           | 0           | 0               | 1           | —           | 2.          |
| 2012    | Makaói nagydíj                     | Prema Powerteam              | 2           | 0           | 0           | 0               | 0           | —           | 8.          |
| 2012    | Toyota Racing Series               | M2 Competition               | 15          | 1           | 0           | 1               | 2           | 535         | 9.          |
| 2013    | Formula–3 Európa-bajnokság         | Prema Powerteam              | 30          | 13          | 12          | 8               | 19          | 489.5       | 1.          |
| 2013    | Makaói nagydíj                     | Prema Powerteam              | 1           | 0           | 1           | 0               | 0           | —           | HN          |
| 2014    | GP2                                | Racing Engineering           | 22          | 1           | 1           | 1               | 3           | 74          | 8.          |
| 2015    | Formula–1                          | Sauber                       | Tesztpilóta | Tesztpilóta | Tesztpilóta | Tesztpilóta     | Tesztpilóta | Tesztpilóta | Tesztpilóta |
| 2015    | GP2                                | Trident                      | 18          | 0           | 0           | 0               | 3           | 74          | 8.          |
| 2016    | GP2                                | Russian Time                 | 22          | 0           | 0           | 0               | 6           | 159         | 4.          |
| 2017    | Formula–2                          | Trident                      | 2           | 0           | 0           | 0               | 0           | 0           | 29.         |
| 2017    | Blancpain GT Sprint-kupa           | AKKA ASP                     | 10          | 0           | 0           | 0               | 2           | 16          | 16.         |
| 2017    | Blancpain GT Endurance-kupa        | AKKA ASP                     | 5           | 0           | 0           | 0               | 2           | 43          | 5.          |
| 2017    | Blancpain GT Ázsia                 | GruppeM Racing Team          | 2           | 1           | 0           | 1               | 2           | 43          | 11.         |
| 2017    | Intercontinental GT Challenge      | Mercedes-AMG                 | 1           | 0           | 0           | 0               | 1           | 15          | 9.          |
| 2017–18 | Ázsiai Le Mans-széria - GT         | FIST-Team AAI                | 1           | 0           | 1           | 0               | 1           | 19          | 9.          |
| 2018    | Blancpain GT Sprint-kupa           | AKKA ASP Team                | 10          | 2           | 2           | 3               | 6           | 98          | 1.          |
| 2018    | Blancpain GT Endurance-kupa        | Mercedes-AMG Team AKKA ASP   | 5           | 0           | 0           | 0               | 2           | 66          | 2.          |
| 2018    | Blancpain GT Ázsia                 | GruppeM Racing Team          | 10          | 3           | 0           | 6               | 6           | 155         | 3.          |
| 2018    | Intercontinental GT Challenge      | Mercedes-AMG                 | 4           | 1           | 1           | 0               | 3           | 64          | 3.          |
| 2018    | FIA GT Világkupa                   | Mercedes-AMG GruppeM Racing  | 1           | 0           | 0           | 0               | 0           | —           | 9.          |
| 2018    | ADAC GT Masters                    | AutoArenA Motorsport         | 4           | 0           | 0           | 0               | 1           | 18          | 26.         |
| 2019    | Blancpain GT Európa                | AKKA ASP Team                | 10          | 3           | 4           | 1               | 4           | 78,5        | 3.          |
| 2019    | Blancpain GT Endurance-kupa        | Mercedes-AMG Team AKKA ASP   | 5           | 0           | 0           | 0               | 0           | 9           | 25.         |
| 2019    | Intercontinental GT Challenge      | Mercedes-AMG                 | 5           | 0           | 1           | 0               | 3           | 55          | 4           |
| 2019    | FIA GT Világkupa                   | Mercedes-AMG GruppeM Racing  | 1           | 1           | 1           | 0               | 1           | —           | 1.          |
| 2020    | GT Európa Sprint-kupa              | AKKA ASP Team                | 8           | 2           | 2           | 1               | 5           | 75,5        | 3.          |
| 2020    | GT Európa Endurance-kupa           | AKKA ASP Team                | 4           | 0           | 1           | 0               | 2           | 52          | 5.          |
| 2020    | Intercontinental GT Challenge      | Mercedes-AMG                 | 2           | 0           | 1           | 0               | 0           | 10          | 16.         |
| 2020    | ADAC GT Masters                    | Knaus - Team HTP-Winward     | 14          | 1           | 1           | 1               | 2           | 112         | 6.          |
| 2021    | GT Európa Sprint-kupa              | AKKA ASP Team                | 10          | 0           | 2           | 2               | 4           | 61,5        | 3.          |
| 2021    | GT Európa Endurance-kupa           | AKKA ASP Team                | 5           | 1           | 1           | 0               | 3           | 79          | 2.          |
| 2021    | Ázsiai Le Mans-széria - GT         | HubAuto Racing               | 4           | 0           | 2           | 0               | 0           | 28          | 7.          |
| 2021    | Intercontinental GT Challenge      | Mercedes-AMG Team AKKA ASP   | 3           | 1           | 2           | 1               | 2           | 43          | 4.          |
| 2021    | ADAC GT Masters                    | Mann-Filter Landgraf-HTP WWR | 14          | 1           | 1           | 1               | 4           | 150         | 4.          |
| 2022    | GT Európa Sprint-kupa              | AKKoids ASP Team             | 10          | 3           | 4           | 6               | 8           | 111,5       | 2.          |
| 2022    | GT Európa Endurance-kupa           | AKKoids ASP Team             | 5           | 1           | 1           | 1               | 3           | 89          | 1.          |
| 2022    | Intercontinental GT Challenge      | Mercedes-AMG AKKoids ASP     | 0           | 0           | 0           | 0               | 0           | 0           |             |
| 2022    | ADAC GT Masters                    | Mann-Filter Team Landgraf    | 14          | 1           | 5           | 2               | 8           | 193         | 1.          |

* A szezon jelenleg is zajlik.
‡  Mivel Marciello vendégpilóta volt, ezért nem részesült pontokban.

### Teljes Formula–3 Euroseries eredménysorozata
(Táblázat értelmezése)

(Félkövér: pole-pozícióból indult; dőlt: leggyorsabb kört futott) 

| Év   | Csapat          | 1       | 2       | 3        | 4     | 5       | 6       | 7     | 8       | 9       | 10        | 11       | 12      | 13      | 14    | 15       | 16      | 17       | 18       | 19    | 20       | 21    | 22      | 23    | 24      | Helyezés | Pont  |
| ---- | --------------- | ------- | ------- | -------- | ----- | ------- | ------- | ----- | ------- | ------- | --------- | -------- | ------- | ------- | ----- | -------- | ------- | -------- | -------- | ----- | -------- | ----- | ------- | ----- | ------- | -------- | ----- |
| 2012 | Prema Powerteam | HOC 1 6 | HOC 2 1 | HOC 3 17 | BRH 1 | BRH 2 7 | BRH 3 1 | RBR 1 | RBR 2 9 | RBR 3 8 | NOR 1 22† | NOR 2 17 | NOR 3 1 | NÜR 1 6 | NÜR 2 | NÜR 3 Ki | ZAN 1 4 | ZAN 2 13 | ZAN 3 Ki | VAL 1 | VAL 2 Ki | VAL 3 | HOC 1 3 | HOC 2 | HOC 3 8 | 3.       | 219,5 |

† A versenyt nem fejezte be, de helyezését értékelték, mert a versenytáv több, mint 90%-át teljesítette.

### Teljes Formula–3 Európa-bajnokság eredménysorozata
(Táblázat értelmezése)

(Félkövér: pole-pozícióból indult; dőlt: leggyorsabb kört futott) 

| Év   | Csapat          | 1       | 2        | 3       | 4       | 5     | 6       | 7     | 8       | 9         | 10      | 11       | 12        | 13      | 14       | 15      | 16       | 17      | 18      | 19      | 20      | 21      | 22      | 23       | 24       | 25    | 26       | 27      | 28      | 29      | 30      | Helyezés | Pont  |
| ---- | --------------- | ------- | -------- | ------- | ------- | ----- | ------- | ----- | ------- | --------- | ------- | -------- | --------- | ------- | -------- | ------- | -------- | ------- | ------- | ------- | ------- | ------- | ------- | -------- | -------- | ----- | -------- | ------- | ------- | ------- | ------- | -------- | ----- |
| 2012 | Prema Powerteam | HOC 1 6 | HOC 2 17 | PAU 1   | PAU 2 1 | BRH 1 | BRH 2 1 | RBR 1 | RBR 2 8 | NOR 1 22† | NOR 2 1 | SPA 1 11 | SPA 2 14  | NÜR 1 6 | NÜR 2 Ki | ZAN 1 4 | ZAN 2 Ki | VAL 1   | VAL 2 3 | HOC 1 3 | HOC 2 8 |         |         |          |          |       |          |         |         |         |         | 2.       | 228,5 |
| 2013 | Prema Powerteam | MNZ 1   | MNZ 2    | MNZ 3 1 | SIL 1 6 | SIL 2 | SIL 3 1 | HOC 1 | HOC 2 1 | HOC 3 4   | BRH 1 2 | BRH 2 1  | BRH 3 Kiz | RBR 1 4 | RBR 2 13 | RBR 3 6 | NOR 1    | NOR 2 3 | NOR 3 2 | NÜR 1   | NÜR 2 1 | NÜR 3 1 | ZAN 1 5 | ZAN 2 16 | ZAN 3 Ki | VLL 1 | VLL 2 Ki | VLL 3 1 | HOC 1 2 | HOC 2 4 | HOC 3 1 | 1.       | 489,5 |

† A versenyt nem fejezte be, de helyezését értékelték, mert a versenytáv több, mint 90%-át teljesítette.

### Teljes GP2-es eredménysorozata
(Táblázat értelmezése)

(Félkövér: pole-pozícióból indult; dőlt: leggyorsabb kört futott) 

| Év   | Csapat             | 1           | 2           | 3          | 4          | 5          | 6          | 7          | 8          | 9          | 10         | 11         | 12         | 13         | 14         | 15         | 16         | 17         | 18         | 19         | 20         | 21         | 22         | Helyezés | Pont |
| ---- | ------------------ | ----------- | ----------- | ---------- | ---------- | ---------- | ---------- | ---------- | ---------- | ---------- | ---------- | ---------- | ---------- | ---------- | ---------- | ---------- | ---------- | ---------- | ---------- | ---------- | ---------- | ---------- | ---------- | -------- | ---- |
| 2014 | Racing Engineering | BHR FEA 18  | BHR SPR 24  | ESP FEA Ki | ESP SPR 16 | MON FEA 12 | MON SPR 19 | AUT FEA 3  | AUT SPR 3  | GBR FEA Ki | GBR SPR Ki | GER FEA 17 | GER SPR Ki | HUN FEA 19 | HUN SPR 8  | BEL FEA 1  | BEL SPR 14 | ITA FEA Ki | ITA SPR 18 | RUS FEA 3  | RUS SPR Ki | UAE FEA 11 | UAE SPR 7  | 8.       | 74   |
| 2015 | Trident            | BHR1 FEA Ki | BHR1 SPR 20 | ESP FEA 6  | ESP SPR 17 | MON FEA 8  | MON SPR 2  | AUT FEA 15 | AUT SPR 10 | GBR FEA 6  | GBR SPR 2  | HUN FEA 7  | HUN SPR 4  | BEL FEA 14 | BEL SPR 12 | ITA FEA 15 | ITA SPR 7  | RUS FEA 6  | RUS SPR 3  | BHR2 FEA 4 | BHR2 SPR 5 | UAE FEA 2  | UAE SPR T  | 7.       | 110  |
| 2016 | Russian Time       | ESP FEA 8   | ESP SPR 5   | MON FEA 6  | MON SPR 3  | EUR FEA 3  | EUR SPR 11 | AUT FEA 3  | AUT SPR 4  | GBR FEA 9  | GBR SPR 6  | HUN FEA 4  | HUN SPR 8  | GER FEA 3  | GER SPR 7  | BEL FEA 4  | BEL SPR 5  | ITA FEA 2  | ITA SPR 14 | MAL FEA 6  | MAL SPR 2  | UAE FEA 10 | UAE SPR 13 | 4.       | 159  |

† A versenyt nem fejezte be, de helyezését értékelték, mert a versenytáv több, mint 90%-át teljesítette.

### Teljes Formula–1-es eredménysorozata
(Táblázat értelmezése)

(Félkövér: pole-pozícióból indult; dőlt: leggyorsabb kört futott) 

| Év   | Csapat | 1   | 2      | 3   | 4   | 5      | 6   | 7   | 8   | 9      | 10  | 11  | 12  | 13  | 14  | 15  | 16     | 17  | 18  | 19  | Helyezés | Pont |
| ---- | ------ | --- | ------ | --- | --- | ------ | --- | --- | --- | ------ | --- | --- | --- | --- | --- | --- | ------ | --- | --- | --- | -------- | ---- |
| 2015 | Sauber | AUS | MAL Tp | CHN | BHR | ESP Tp | MON | CAN | AUT | GBR Tp | HUN | BEL | ITA | SIN | JPN | RUS | USA Tp | MEX | BRA | UAE | —        | —    |

† A versenyt nem fejezte be, de helyezését értékelték, mert a versenytáv több, mint 90%-át teljesítette.

### Teljes FIA Formula–2-es eredménysorozata
| Év   | Csapat  | 1       | 2       | 3       | 4       | 5       | 6       | 7       | 8       | 9          | 10         | 11      | 12      | 13      | 14      | 15      | 16      | 17      | 18      | 19      | 20      | 21      | 22      | Helyezés | Pont |
| ---- | ------- | ------- | ------- | ------- | ------- | ------- | ------- | ------- | ------- | ---------- | ---------- | ------- | ------- | ------- | ------- | ------- | ------- | ------- | ------- | ------- | ------- | ------- | ------- | -------- | ---- |
| 2017 | Trident | BHR FEA | BHR SPR | ESP FEA | ESP SPR | MON FEA | MON SPR | AZE FEA | AZE SPR | AUT FEA 19 | AUT SPR Ki | GBR FEA | GBR SPR | HUN FEA | HUN SPR | BEL FEA | BEL SPR | ITA FEA | ITA SPR | JER FEA | JER SPR | UAE FEA | UAE SPR | 29.      | 0    |

† A versenyt nem fejezte be, de helyezését értékelték, mert a versenytáv több, mint 90%-át teljesítette.

### Teljes GT Európa eredménysorozata
(Táblázat értelmezése)

(Félkövér: pole-pozícióból indult; dőlt: leggyorsabb kört futott) 

| Év   | Csapat           | Osztály | 1        | 2         | 3        | 4        | 5        | 6         | 7        | 8         | 9         | 10        | Helyezés | Pont  |
| ---- | ---------------- | ------- | -------- | --------- | -------- | -------- | -------- | --------- | -------- | --------- | --------- | --------- | -------- | ----- |
| 2017 | AKKA ASP         | Pro     | MIS QR 3 | MIS CR 16 | BRH QR 8 | BRH CR 7 | ZOL QR 2 | ZOL CR 23 | HUN QR 9 | HUN CR 12 | NÜR QR 13 | NÜR CR 14 | 16.      | 16    |
| 2018 | AKKA ASP Team    | Pro     | ZOL 1 8  | ZOL 2     | BRH 1 3  | BRH 2 4  | MIS 1 2  | MIS 2 10  | HUN 1 2  | HUN 2 1   | NÜR 1 4   | NÜR 2 1   | 1.       | 98    |
| 2019 | AKKA ASP Team    | Pro     | BRH 1 4  | BRH 2 19  | MIS 1 2  | MIS 2 15 | ZAN 1    | ZAN 2 6   | NÜR 1 9  | NÜR 2 Ki  | HUN 1     | HUN 2 1   | 3.       | 78,5  |
| 2020 | AKKA ASP Team    | Pro     | MIS 1 8  | MIS 2 1   | MIS 3 6  | MAG 1 7  | MAG 2    | ZAN 1     | ZAN 2    | CAT 1 3   | CAT 2 3   | CAT 3 1   | 3.       | 75,5  |
| 2021 | AKKA ASP Team    | Pro     | MAG 1 5  | MAG 2 3   | ZAN 1 2  | ZAN 2 25 | MIS 1 5  | MIS 2     | BRH 1 17 | BRH 2 6   | VAL 1 3   | VAL 2 18  | 3.       | 61,5  |
| 2022 | AKKodis ASP Team | Pro     | BRH 1 3  | BRH 2 1   | MAG 1 2  | MAG 2 1  | ZAN 1 23 | ZAN 2 1   | MIS 1 2  | MIS 2     | VAL 1 7   | VAL 2 3   | 2.       | 111,5 |

* A szezon jelenleg is zajlik.

### Teljes ADAC GT Masters eredménysorozata
| Év   | Csapat                       | 1         | 2         | 3       | 4        | 5        | 6        | 7        | 8        | 9        | 10       | 11        | 12        | 13      | 14       | Helyezés | Pont |
| ---- | ---------------------------- | --------- | --------- | ------- | -------- | -------- | -------- | -------- | -------- | -------- | -------- | --------- | --------- | ------- | -------- | -------- | ---- |
| 2018 | AutoArenA Motorsport         | OSC 1     | OSC 2     | MOS 1   | MOS 2    | RBR 1    | RBR 2    | NÜR 1 Ki | NÜR 2 21 | ZAN 1 13 | ZAN 2    | SAC 1     | SAC 2     | HOC 1   | HOC 2    | 26.      | 18   |
| 2020 | Knaus - Team HTP-Winward     | LAU1 1 18 | LAU1 2 10 | NÜR 1 6 | NÜR 2 8  | HOC 1 6  | HOC 2 7  | SAC 1 Ki | SAC 2 5  | RBR 1 6  | RBR 2 10 | LAU2 1 15 | LAU2 2 Ki | OSC 1 3 | OSC 2 1  | 6.       | 112  |
| 2021 | Mann-Filter Landgraf-HTP WWR | OSC 1     | OSC 2 Ki  | RBR 1 4 | RBR 2 10 | ZAN 1 9  | ZAN 2    | LAU 1 4  | LAU 2 3  | SAC 1 4  | SAC 2 Ki | HOC 1 20  | HOC 2     | NÜR 1 5 | NÜR 2 19 | 4.       | 150  |
| 2022 | Mann-Filter Team Landgraf    | OSC 1 4   | OSC 2 3   | RBR 1 3 | RBR 2 14 | ZAN 1 14 | ZAN 2 16 | NÜR 1    | NÜR 2    | LAU 1 5  | LAU 2 3  | SAC 1 2   | SAC 2     | HOC 1 5 | HOC 2 Ki | 1.       | 193  |

### Spái 24 órás autóverseny
| Év   | Csapat                     | Csapattárs                        | Autó             | Kategória | Kör | Összetett Helyezés | Kategória Helyezés |
| ---- | -------------------------- | --------------------------------- | ---------------- | --------- | --- | ------------------ | ------------------ |
| 2017 | AKKA ASP Team              | Edoardo Mortara Michael Meadows   | Mercedes-AMG GT3 | Pro       | 546 | 3.                 | 3.                 |
| 2018 | Mercedes-AMG Team AKKA ASP | Daniel Juncadella Tristan Vautier | Mercedes-AMG GT3 | Pro       | 510 | 6.                 | 6.                 |
| 2019 | Mercedes-AMG Team AKKA ASP | Vicent Abril Fabian Schiller      | Mercedes-AMG GT3 | Pro       | 361 | 13.                | 13.                |
| 2020 | Mercedes-AMG Team AKKA ASP | Timur Boguszlavszkij Felipe Fraga | Mercedes-AMG GT3 | Pro       | 263 | HN                 | HN                 |
| 2021 | AKKA ASP                   | Daniel Juncadella Jules Gounon    | Mercedes-AMG GT3 | Pro       | 344 | HN                 | HN                 |
| 2022 | AMG Team AKKoids ASP       | Daniel Juncadella Jules Gounon    | Mercedes-AMG GT3 | Pro       | 536 | 1.                 | 1.                 |

### Bathursti 12 órás autóverseny
| Év   | Csapat                                       | Csapattárs                                | Autó             | Kategória | Kör | Összetett Helyezés | Kategória Helyezés |
| ---- | -------------------------------------------- | ----------------------------------------- | ---------------- | --------- | --- | ------------------ | ------------------ |
| 2018 | STM-SunEnergy1 Racing                        | Kenny Habul Tristan Vautier Jamie Whincup | Mercedes-AMG GT3 | APP       | 271 | 2.                 | 2.                 |
| 2019 | Mercedes-AMG Team MANN FILTER GruppeM Racing | Maximilian Buhk Maximilian Götz           | Mercedes-AMG GT3 | APP       | 312 | 2.                 | 2.                 |
| 2020 | Mercedes-AMG Team GruppeM Racing             | Maximilian Buhk Felipe Fraga              | Mercedes-AMG GT3 | A-GT3 Pro | 314 | 6.                 | 6.                 |

### Daytonai 24 órás autóverseny
| Év   | Csapat            | Csapattárs                             | Autó                 | Kategória | Kör | Összetett Helyezés | Kategória Helyezés |
| ---- | ----------------- | -------------------------------------- | -------------------- | --------- | --- | ------------------ | ------------------ |
| 2021 | SunEnergy1 Racing | Kenny Habul Luca Stolz Mikaël Grenier  | Mercedes-AMG GT3 Evo | GTD       | 745 | 23.                | 2.                 |
| 2022 | SunEnergy1        | Kenny Habul Luca Stolz Fabian Schiller | Mercedes-AMG GT3 Evo | GTD       | 101 | Kiesett            | Kiesett            |